# Rayo Vallecano de Madrid 2014-2015
Questa voce raccoglie le informazioni riguardanti il Rayo Vallecano de Madrid nelle competizioni ufficiali della stagione 2014-2015.

## Stagione
Campionato
Il Rayo Vallecano partecipa per la 16ª volta nella sua storia alla massima serie del campionato di calcio spagnolo. Il club ha chiuso il campionato all'undicesimo posto con 49 punti, frutto di 15 vittorie, 4 pareggi e 19 sconfitte.
Coppa del Re
In Coppa del Re la squadra è stata eliminata dalla competizione già ai sedicesimi di finale per mano del Valencia (vittorioso 1-2 a Madrid nella gara di andata, 4-4 al ritorno).